# Cal Gabriel Pujol
Cal Gabriel Pujol és un edifici modernista a la Riera de Miró, 41 de Reus construït segons projecte de l'arquitecte Pere Caselles l'any 1913. És un edifici una mica apartat del centre, fet construir per Gabriel Pujol Borràs. El fet d'escollir l'estil modernista ve a significar l'interès d'aquest tipus d'arquitectura entre la societat contemporània, que va fer que qualsevol construcció amb una certa pretensió estètica adoptés aquest llenguatge.
És un edifici entre mitgeres de planta baixa i dos pisos. Hi ha tres obertures per planta situades de forma simètrica. A planta baixa l'entrada de la dreta és la de l'escala d'habitatges i les altres són d'un comerç. La façana està arrebossada imitant l'encoixinat. Els pisos superiors tenen tres entrades, totes elles balcons amb barana de ferro forjat que tenen el bombat característic de les baranes modernistes reusenques. Les llindes dels balcons estan decorades amb esgrafiats amb motius animals i vegetals. Al damunt del balcó central del segon pis hi ha un medalló oval amb motius florals. La façana està coronada per una cornisa mixtilínia ondulada, que ens recorda altres edificis de Caselles, com la del número 5 del carrer d'Aleus o la del 38 del raval de Jesús, la Casa Buqueras. La porta de fusta de l'entrada és una còpia moderna que reprodueix un disseny de l'arquitecte barceloní Enric Sagnier.